# 月峰站
月峰站（韓語：월봉역）是位于朝鮮民主主義人民共和國黃海南道三泉郡月峰里的一個鐵路車站。屬於殷栗線。

## 歷史
- 1929年11月1日，落成使用。

## 邻近车站
殷栗線
三泉站 - 月峰站 - 水桥站